# Církevní zákony v Československu
Takzvané církevní zákony jsou dva zákony z 14. října 1949, kterými zavedl komunistický režim kontrolu nad životem církví a náboženských společností v Československu. První ze zákonů, zákon č. 217/49 Sb. se jmenoval Zákon, kterým se zřizuje Státní úřad pro věci církevní a druhý s č. 218/49 Sb. nesl název Zákon o hospodářském zabezpečení církví a náboženských společností. Podstatné části tohoto zákona byly zrušeny v roce 1990, zůstala hospodářská podpora církví.
Komunistická garnitura se zavedením těchto právních prostředků kontroly církevního života snažila v prvé řadě porazit svého největšího ideového protivníka po uchopení moci ve státě – katolickou církev. O tom svědčí pečlivé sledování situace, ohledně akceptování státních platů ze strany katolických farářů. Aby si státní správa řadové katolické faráře naklonila, probíhala současně se zaváděním Zákona o hospodářském zabezpečení církve a náboženských společností rozsáhlá amnestie duchovních.[zdroj?] Teprve po tom, co se státní správa ujistila, že duchovní všech církví tyto platy přijímají a že drtivá většina z nich složila slib věrnosti republice a jeho politickému zřízení, za což obdrželi státní souhlas k výkonu duchovenského povolání, odhodlala se ke střetu s katolickou hierarchií. Tento střet skončil vězněním několika biskupů. Část biskupů slib složila. Následkem tohoto střetu byly některé diecéze katolické církve v ČSR neobsazené.
Dvě výše zmíněné složky nových zákonů – tedy nutnost obstarání si státního souhlasu k výkonu duchovenského povolání a hospodářská závislost církví a náboženských společností na státu, dokončená po provedení měnové reformy v roce 1953, jež veškeré nestátní instituce obrala o finanční rezervy, byly dva základní prostředky ovládání církve. Finanční kontrola byla uplatňována oboustranně, jak krácením platu neposlušným duchovním, tak vyplácením mimořádných odměn těm loajálním.
Státní úřad pro věci církevní byl centrálním úřadem, který se staral o kontrolu církví, vymezenou církevními zákony. Mimo tento úřad působili tzv. církevní tajemníci, tedy zaměstnanci církevních odborů jednotlivých národních výborů. Kontrolovali všechny duchovní v okresu či kraji, udělovali státní souhlas nižším duchovním, navrhovali je k mimořádné finanční odměně, povolovali kázání duchovních z jiných farností apod. O dění ve svěřené oblasti informovali Státní úřad pro věci církevní.
Současně s hospodářským zabezpečením církví a náboženských společností proběhlo státní uznání dříve státem neuznaných církví (Bratrská jednota baptistů, Jednota českobratrská a Církev adventistů sedmého dne. Za toto uznání ovšem musely tyto církve akceptovat zasahování státu do církevních záležitostí. Současně jiné menší denominace a náboženské společnosti byly zakázány, například Armáda spásy, Křesťanské sbory, Církev Ježíše Krista Svatých posledních dnů, Svědkové Jehovovi, Apoštolská církev a řada letničních denominací. Zároveň byla zrušena drtivá většina církevních spolků, které tyto církve právně zastupovaly, a jiné, skrze které i povolené církve a náboženské společnosti vykonávaly osvětové, misijní a dobročinné aktivity.
Zákon o hospodářském zabezpečení církví a náboženských společností byl platný až do roku 2012, v průběhu času byl novelizován následující předpisy: 88/1950 Sb., 16/1990 Sb., 165/1992 Sb., 522/1992 Sb., 3/2002 Sb., 562/2004 Sb., konečně zákon č. 428/2012 Sb., o majetkovém vyrovnání s církvemi a náboženskými společnostmi (účinný od 1. ledna 2013) ho zrušil. Změny po roce 1989 ze zákona odstranily jeho represivní složky a odstranily zasahování státu do vnitřních záležitostí církve, především státní souhlas k výkonu duchovenského povolání.